# 斜交座標系
斜交座標系（しゃこうざひょうけい、oblique coordinate system）とは、斜めに交わった数直線を軸とする座標系である。直交座標系の拡張としてとらえられる。

## 2次元平面における斜交座標系
2本の数直線 x, y が共通の原点をもち、なす角 θ（ただし 0° < θ < 180°）で交わっているとき、その座標系はx軸、y軸からなる斜交座標となる。
座標平面上の全ての点Pは、その点からx軸、y軸に関して平行線をひくことにより、P(a, b) と一意に表すことができる。
逆に座標 (a, b) が与えられれば、Pの位置は一意に決定される。
なお、2本の軸のなす角 θ = 90° のときとして、斜交座標系は直交座標系を含む。

## 直交座標系との座標変換
x軸、y軸からなる斜交座標系と共通の原点を持つx′軸、y′軸からなる直交座標系について、x軸、y軸がx′軸となす角をそれぞれ θ, ϕ とする。
斜交座標系で P(a, b) と表されている点を直交座標 (a′, b′) に座標変換する公式は以下である：
{\displaystyle {\begin{pmatrix}a'\\b'\end{pmatrix}}={\begin{pmatrix}\cos \theta &\cos \phi \\\sin \theta &\sin \phi \end{pmatrix}}{\begin{pmatrix}a\\b\end{pmatrix}}}
直交座標系はこの表記では θ =0, ϕ =90° の場合である．

## 内積
直交座標系の場合は、2つのベクトル {\displaystyle {\vec {u}}=(u_{x},u_{y}),{\vec {v}}=(v_{x},v_{y})} の内積はその座標成分の積の和で表されるが、斜交座標系の場合は以下のようになる：
あるいは次のようにも表現できる：
{\displaystyle {\begin{aligned}{\vec {u}}\cdot {\vec {v}}&=u^{i}v_{i}=u^{1}v_{1}+u^{2}v_{2},\\(u^{1},u^{2})&:=(u_{x},u_{y}),\\(v_{1},v_{2})&:=(v_{x}+v_{y}\cos(\phi -\theta ),v_{x}\cos(\phi -\theta )+v_{y})\end{aligned}}}
このとき、添字が上についている量（u1 など）を反変成分、下についている量（v1 など）を共変成分という。各座標軸の方向を向く単位ベクトル（共変基底ベクトル）を{\displaystyle {\vec {e}}_{1},{\vec {e}}_{2}} とすれば、反変成分を用いて
{\displaystyle {\vec {u}}=u^{i}{\vec {e}}_{i}=u^{1}{\vec {e}}_{1}+u^{2}{\vec {e}}_{2}}
と書くことができる。また、反変基底ベクトルとして
- {\displaystyle {\vec {e}}^{1}}：y軸（または{\displaystyle {\vec {e}}_{2}}）に垂直で長さが 1/sin(ϕ − θ) のベクトル
- {\displaystyle {\vec {e}}^{2}}：x軸（または{\displaystyle {\vec {e}}_{1}}）に垂直で長さが 1/sin(ϕ − θ) のベクトル

とすれば、共変成分を用いて
{\displaystyle {\vec {v}}=v_{i}{\vec {e}}^{i}=v_{1}{\vec {e}}^{1}+v_{2}{\vec {e}}^{2}}
と書くことができる。
上記の議論は{\displaystyle {\vec {u}},{\vec {v}}} を入れ替えても同様に成り立つ。

### 計量テンソル
式(1)の右辺に表れた行列
{\displaystyle {\begin{pmatrix}1&\cos(\phi -\theta )\\\cos(\phi -\theta )&1\end{pmatrix}}}
は計量テンソルとよばれ、共変・反変基底ベクトルで一般的に表される。
斜交座標系では計量テンソル g は
{\displaystyle {\begin{aligned}g_{ij}&={\begin{pmatrix}{\vec {e}}_{1}\cdot {\vec {e}}_{1}&{\vec {e}}_{1}\cdot {\vec {e}}_{2}\\{\vec {e}}_{2}\cdot {\vec {e}}_{1}&{\vec {e}}_{2}\cdot {\vec {e}}_{2}\end{pmatrix}}={\begin{pmatrix}1&\cos(\phi -\theta )\\\cos(\phi -\theta )&1\end{pmatrix}},\\g^{ij}&={\begin{pmatrix}{\vec {e}}^{1}\cdot {\vec {e}}^{1}&{\vec {e}}^{1}\cdot {\vec {e}}^{2}\\{\vec {e}}^{2}\cdot {\vec {e}}^{1}&{\vec {e}}^{2}\cdot {\vec {e}}^{2}\end{pmatrix}}={\frac {1}{\sin ^{2}(\phi -\theta )}}{\begin{pmatrix}1&-\cos(\phi -\theta )\\-\cos(\phi -\theta )&1\end{pmatrix}}=(g_{ij})^{-1}\end{aligned}}}
となる。また反変成分と共変成分の変換は
{\displaystyle u_{i}=g_{ij}u^{j},\quad u^{i}=g^{ij}u_{j}}
とシンプルに表すことができる．

## 多次元の場合
以上で2次元の場合を説明したが、斜交座標系はより一般の次元においても同様に考えられる。